# 魯比日內 (丘胡伊夫區)

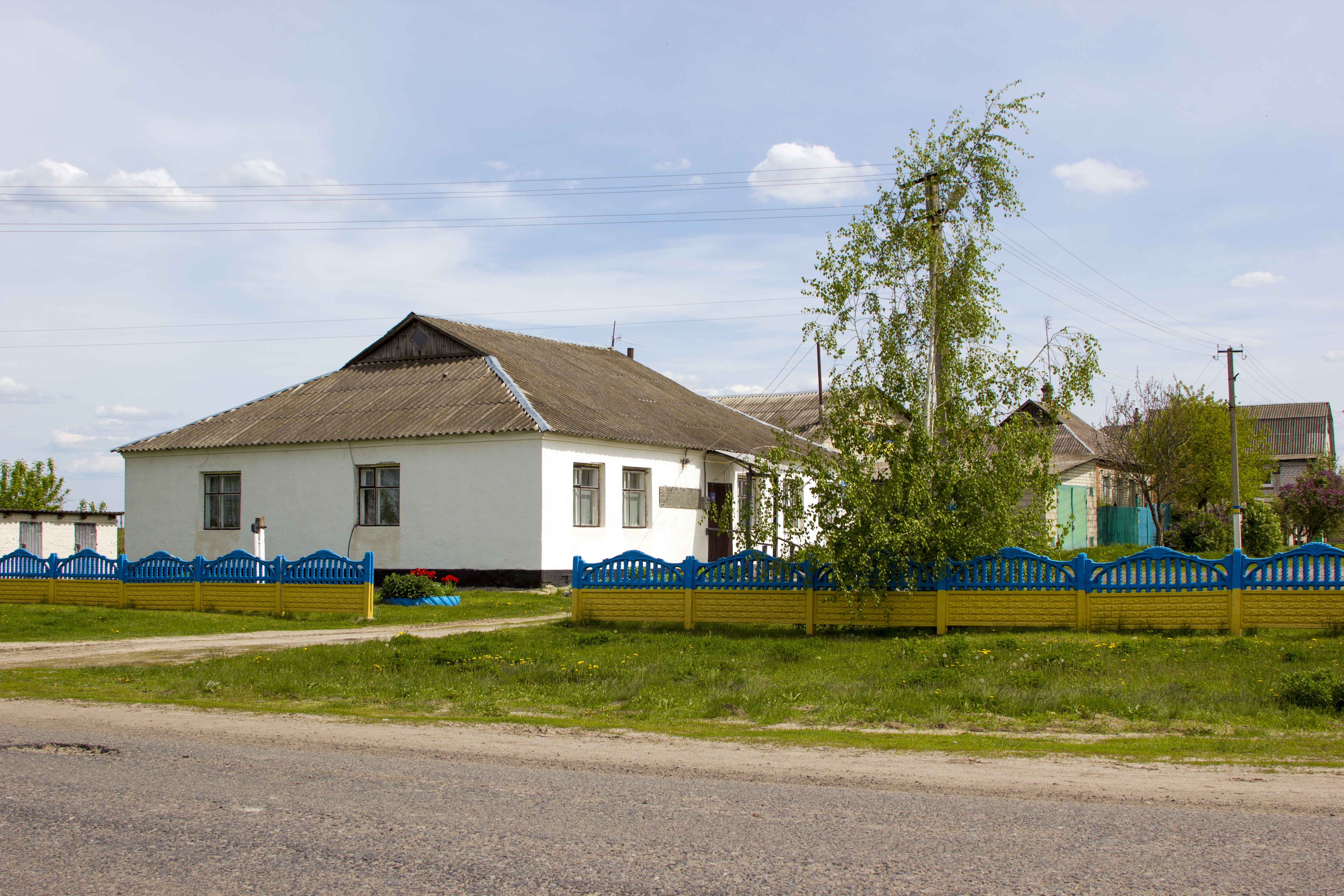

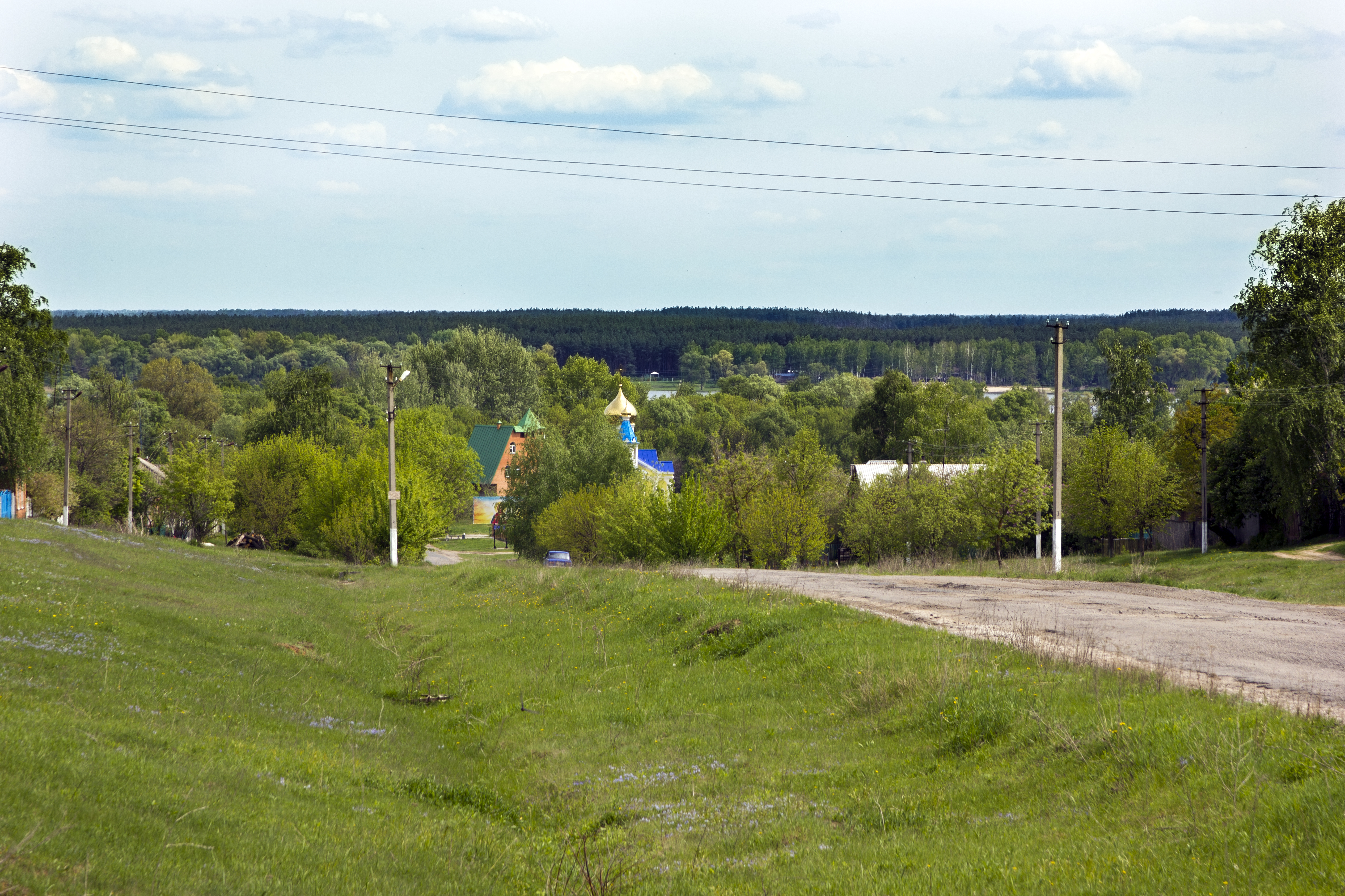

魯比日內（烏克蘭語：Рубіжне）是位於烏克蘭東部的村莊，由哈爾科夫州丘胡伊夫区的沃夫昌斯克市鎮負責管轄。該村處於北頓涅茨河畔，始建於1652年，面積2.15平方公里，海拔高度117米，2001年人口649。